# Weissenborn

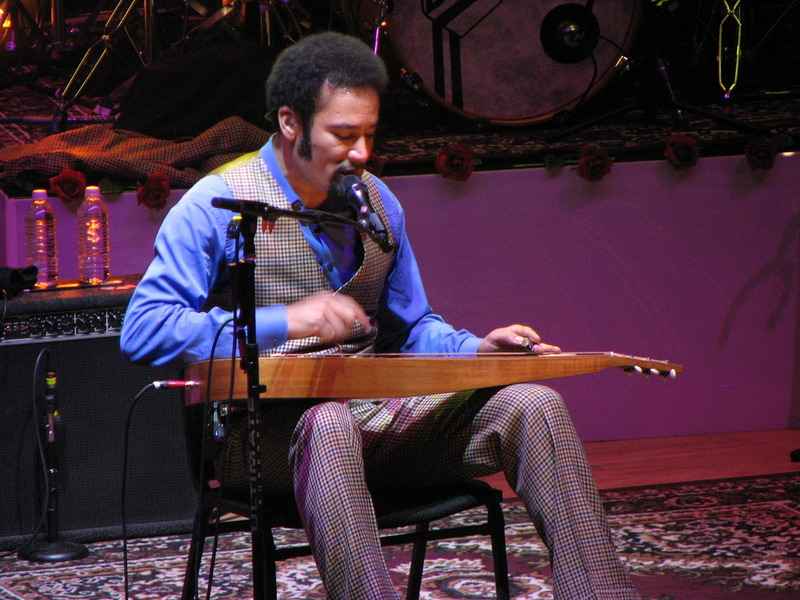
Ben Harper jouant sur une Weissenborn à Toronto, Ontario

Weissenborn est une marque de guitares hawaiiennes faites d'un bois de nos jours rare et protégé, appelé le koa, originaire d'Hawaii. Elle tient son nom de son inventeur Herman Weissenborn, luthier allemand émigré aux États-Unis, qui commença par fabriquer des ukulélés et des flat-tops, puis se concentra sur ses propres modèles de guitares hawaïennes. La fabrication était faite à Los Angeles au début du XXe siècle et le magasin le plus réputé proposant encore de jouer et d'acheter cet instrument est le Folk Music Center à Claremont dans la banlieue Est de Los Angeles.
Il s'agit de lap steel acoustiques qui se jouent à plat sur les genoux ; les accords étant obtenus à l'aide d'une tone bar que l'on appuie sur les cordes. Ces dernières sont assez éloignées du manche afin de permettre un plus grand confort de jeu. L'accordage de cet instrument est particulier : il s'accorde en open tuning comme le faisaient les bluesmen. Il existe de très nombreux accordages de ce type dont on peut trouver un témoignage de la diversité sur un site consacré à John Fahey.
Il n'existe que quelques milliers d'exemplaires originaux de ces instruments (y compris mandolines, guitares folks, ukulélés) ce qui les rend assez chères sur le marché de la musique. Elles sont d'autant plus recherchées que le koa est un bois désormais rare et qu'il est donc protégé.
Hormis les luthiers, certaines marques produisent actuellement des Weissenborn en série à un prix démocratique. On peut citer par Exemple Cole Clark qui est un fabricant Australien ou Asher qui fabrique des lap slide sur mesure en électrique ou acoustique. Parmi les meilleurs joueurs de Weissenborn, on mentionnera Ben Harper, Bob Brozman, David Lindley, Ed Gerhard, John Butler, Ry Cooder, Jeff Lang, Kaki King, Martin Harley, Thomas Oliver et Xavier Rudd.